# Pierre Le-Tan
Pierre Le-Tan (1950 – 17 tháng 9 năm 2019) là một họa sĩ người Pháp gốc Việt được biết tới nhiều nhất qua các tác phẩm minh họa bìa tạp chí và ấn phẩm văn học. Ông còn là tác giả của nhiều bìa album nhạc, tranh quảng cáo, mẫu trang trí nội thất và bối cảnh phim. Pierre Le-Tan là con trai của họa sĩ Lê Phổ, một trong những danh họa thế hệ đầu của mỹ thuật Việt Nam hiện đại.

## Tiểu sử
Pierre Le-Tan sinh năm 1950 tại Neuilly-sur-Seine ở ngoại ô Paris. Ông là một trong hai người con trai của Lê Phổ, một họa sĩ Việt Nam sang Pháp học tập tại Trường Mỹ thuật quốc gia Pháp (École nationale supérieure des beaux-arts) và định cư ở Pháp từ năm 1937, và bà Paulette Vaux, một phóng viên và là con gái của một sĩ quan người Pháp. Sinh ra trong một gia đình có truyền thống nghệ thuật, Le-Tan làm quen với hội họa từ rất sớm, ông vẽ nhiều và tới năm mười bảy tuổi đã gửi tác phẩm của mình cho tạp chí danh tiếng The New Yorker.
Le-Tan đã có tác phẩm minh họa được đăng trên nhiều tạp chí danh tiếng như vẽ minh họa cho nhiều tạp chí danh tiếng như New York Times Magazine, Vogue, Fortune, Madame Figaro, Tatler Magazine, Atlantic Monthly, Harper's Bazaar, Town & Country, The World of Interiors... Ông cũng là tác giả minh họa của nhiều bìa ấn phẩm văn học cho các tác giả nổi tiếng như Marcel Aymé, Mario Soldati, Harry Mathews, Peter Carey, Raymond Carver, Jean-Benoît Puech và Patrick Modiano, nhà văn đã hợp tác với Le-Tan từ năm 1981 với Memory Lane. Ông còn là họa sĩ minh họa cho nhiều album nhạc và công ty lớn như Galeries Lafayette, Suez, Gucci, Lanvin, Jouvence de l’Abbé Soury. Năm 1997 Pierre Le-Tan đã tham gia dựng bối cảnh cho bộ phim Quadrille của Valérie Lemercier. Năm 2004 Bảo tàng Reina Sofia ở Madrid đã tổ chức một triển lãm riêng về các tác phẩm của Le-Tan, tác phẩm của ông cũng đã được trưng bày tại Viện Pháp ngữ tại Munchen và nhiều phòng tranh trên thế giới.